# قیفک‌های زبره
قیفک‌های زبره (نام علمی: Conasprella) نام یک سرده از تیره قیفکیان است.